# Rigetto di trapianto
Si parla di rigetto di trapianto o rifionno quando il sistema immunitario di un paziente che è stato sottoposto a trapianto attacca il nuovo organo, riconoscendolo come estraneo alla stregua di batteri o virus. Un caso particolare di rigetto del trapianto è la malattia del trapianto contro l'ospite o in inglese Graft versus Host Disease (GVHD).

## Tipi di rigetto

### Rigetto iperacuto
Il rigetto iperacuto avviene entro pochi minuti o al massimo qualche ora dal trapianto ed è dovuto essenzialmente a lesioni mediate da immunocomplessi a livello dell'endotelio dei vasi. Il processo è iniziato da anticorpi naturali (cioè preesistenti all'esposizione antigenica, di cui fanno parte gli anticorpi del sistema ABO) che si legano all'endotelio dei vasi dell'organo trapiantato e determinano attivazione in situ del complemento, con conseguente danno tissutale. Le moderne procedure di selezione tra donatore e ricevente hanno reso questa forma di rigetto un'eventualità sempre più rara.

### Rigetto acuto
Il rigetto acuto avviene in genere da cinque a dieci giorni dopo l'intervento se il paziente non sta ricevendo farmaci immunosoppressori. In caso contrario (cioè nel caso normale oggi), può svilupparsi in tempi lunghi, e può causare danni definitivi all'organo trapiantato se non è subito riconosciuto. Un episodio singolo non è grave se riconosciuto e trattato immediatamente; se il fenomeno capita più volte, tende a cronicizzarsi e a provocare il fallimento del trapianto. 
Questo tipo di rigetto è il motivo primario per cui i pazienti trapiantati devono prendere farmaci immunosoppressori per il resto della loro vita con estrema attenzione e perseveranza.

### Rigetto cronico
Il rigetto cronico indica tutte le perdite di funzionalità dell'organo trapiantato sul lungo periodo, ed è associato alla fibrosi dei vasi sanguigni dell'organo; viene indicata così anche la reazione continua del sistema immunitario contro il nuovo organo. Il rigetto cronico causa in genere la perdita dell'organo e la necessità di un nuovo trapianto entro una decina d'anni.

## Genetica del rigetto
Il rigetto è un fenomeno controllato geneticamente ad opera del prodotto di geni appartenenti al cosiddetto complesso maggiore di istocompatibilità (Major Histocompatibility Complex - MHC), che sono altamente polimorfici nella popolazione (poiché questo da un punto di vista evolutivo aumenta le chance di una specie di rispondere alle infezioni virali). Un trapianto riesce pressoché sempre quando è un Autotrapianto o anche trapianto autologo (come lo spostamento di un lembo di pelle da una sede ad un'altra) ma anche tra gemelli omozigoti (si parla di trapianto singenico), ha buone possibilità di successo se effettuato fra individui strettamente imparentati (Isotrapianto), ed è invece destinato a fallire (in mancanza di adeguati interventi immunosoppressivi) se effettuato fra individui estranei (allotrapianto) o appartenenti a specie diverse (xenotrapianto).

## Patogenesi
I principali fattori che rendono i tessuti trapiantati esposti al fenomeno del rifionno, ovvero al loro riconoscimento come strutture non-self da parte del sistema immunitario sono:
- la presenza di un assetto antigenico qualitativamente o quantitativamente diverso rispetto a quello delle strutture "self" (determinanti minori di istocompatibilità)
- la presentazione di antigeni non-self nell'ambito di complessi maggiori di istocompatibilità (self o non self), o la semplice presenza di MHC non self in grado di attivare le cellule del sistema immunitario dell'ospite
- la presenza di una condizione di pericolo, ovvero di uno stato infiammatorio

La sensibilizzazione del sistema immunitario al tessuto trapiantato sembra dipendere fortemente dalla presentazione antigenica nell'ambito di complessi MHC di classe II. Questi ultimi, a differenza degli MHC di classe I, non hanno un'espressione ubiquitaria, ma sono presenti unicamente su cellule specializzate nella presentazione antigenica (APC: antigen presenting cells) come le cellule dendritiche, e sono riconosciuti unicamente da linfociti della serie T di tipo CD4+. I linfociti T CD4+ sono anche noti come linfociti T-helper e occupano il vertice della gerarchia delle cellule del sistema immunitario poiché dirigono lo svolgimento delle risposte immunitarie umorali(T-helper 2->linfociti B) e cellulo-mediate (T-helper 1->linfociti T killer) oltre a determinare un effetto citotossico diretto (probabilmente decisivo nei trapianti) dovuto al rilascio di TNF (che causa l'apoptosi delle cellule endoteliali dei vasi che riforniscono il trapianto, determinando lo sviluppo di fenomeni trombotici e in ultima analisi l'ischemia dei tessuti trapiantati).
La presentazione ai linfociti T CD4+ di antigeni derivati dal trapianto può essere mediata da APC del ricevente (meccanismo indiretto) o da APC del donatore presenti nel tessuto trapiantato (meccanismo diretto). Nel primo caso l'attivazione dei linfociti T segue i meccanismi classici del riconoscimento antigenico (riconoscimento di un antigene esogeno nell'ambito di un MHC self). Nel secondo caso invece alcuni linfociti T, selezionati durante la fase di istruzione timica (che avviene nella prima infanzia) per riconoscere (ad affinità intermedia) strutture MHC-self, cross-reagiscono ad alta affinità con strutture MHC-non self attivandosi.
In entrambi i casi è necessario che uno stato infiammatorio determini l'attivazione funzionale delle APC, che altrimenti non sarebbero in grado di operare la presentazione antigenica e di migrare verso le stazioni linfonodali per interagire con i linfociti T. La presenza di infiammazione d'altra parte caratterizza invariabilmente i tessuti trapiantati, a causa dei fenomeni traumatici e ischemici presenti nelle fasi di prelievo, trasporto e innesto dei tessuti stessi.

## Prevenzione e cura
Il rigetto viene prevenuto da una combinazione di farmaci:
- inibitori della Calcineurina
  - Ciclosporina
  - Tacrolimus
- inibitori mTOR
  - Sirolimus
  - Everolimus
- Anti proliferativi
  - Azatioprina
  - Micofenolato mofetile
- Corticosteroidi
  - Prednisolone
  - Idrocortisone
- Anticorpi
  - Anticorpi Monoclonali anti-IL-2Rα
    - Basiliximab
    - Daclizumab

  - Anticorpi policlonali anti-T-cell
    - globulina anti timocite (ATG)
    - globulina anti linfocite (ALG)

Generalmente si usa una terapia tripla, a base di inibitori della calcineurina, anti-proliferativi e corticosteroidi.
Per quanto concerne le isole pancreatiche, nel 2025 è stata data la prova di principio(che non è ancora una terapia efficace) che le cellule geneticamente modificate sono in grado di prevenire la reazione di rigetto in caso di trapianto.

## Terapia
Il rigetto acuto viene trattato con una breve somministrazione di metilprednisolone in alte dosi, che è normalmente sufficiente. 
In caso contrario il trattamento può essere ripetuto, e in casi più gravi possono essere necessarie infusioni di plasma sanguigno.
Il rigetto cronico è irreversibile e non può essere curato con successo; l'unica possibilità è un nuovo trapianto, se necessario.